# Els Callens
Els Callens, född den 20 augusti 1970 i Antwerpen, är en belgisk tennisspelare.
Hon tog OS-brons i damernas dubbelturnering i samband med de olympiska tennisturneringarna 2000 i Sydney.